# Герберт, Ксавье
Ксавье Герберт (также Зе́йвир Хе́рберт, полное имя — Альберт Фрэнсис Ксавье Герберт; 15 мая 1901, Джералдтон, Западная Австралия — 10 ноября 1984[…], Алис-Спрингс) — австралийский писатель, более всего известный романом Poor Fellow My Country (1975), за который в том же году получил Премию Майлз Франклин; считается одним из старших создателей австралийской литературы; также известен сборниками рассказов и автобиографией Disturbing Element.

## Биография
При рождении получил имя Альфред Джексон, был внебрачным ребёнком.
Прежде чем стать писателем, работал на многих работах в Западной Австралии и Виктории; его первой работой была должность посыльного в аптеке, когда ему было 14 лет.
После Первой мировой войны уехал в Мельбурн и начал свою писательскую карьеру, хотя свою первую книгу — Capricornia — он не смог издать до 1938 года. Этот роман частично базировался на собственном опыте Герберта, когда он был адвокатом-протектором австралийских аборигенов (Protector of the Aborigines) в Дарвине, хотя написано произведение был в Лондоне между 1930 и 1932 годами.
Учился в Мельбурнском университете.
1940-е и 1950-е годы были относительно «скупыми» для Герберта с точки зрения публикаций. Он издал роман «Семь эму» (Seven Emus, 1959). В 1960-х годах он опубликовал две книги — «Бедняга моя страна» (Poor Fellow My Country, 1975; считается самым большим по объёму в австралийской литературе), а также сборник рассказов.
Герберт был хорошо известен своими откровенными взглядами на проблемы австралийских аборигенов. Писатель сочувствовал и старался помогать коренным австралийцам, особенно жителям «миссий» в Квинсленде и Северной территории.
Ксавье Герберт умер в 1984 году в возрасте 83 лет. По воспоминаниям современников, был человеком с трудным характером, также любил рассказывать небылицы о собственной жизни.

## Творчество
Ксавье Герберт своим творчеством способствовал развитию австралийского реалистического социального романа. Так, в романе «Каприкорния» (1938) он описал бедственное положение аборигенов, их сложные отношения с белыми австралийцами. В социально-психологическом романе «Женщины солдат» (1961) раскрыл психологию взаимоотношений людей во время войны, в трилогии «Бедняга моя страна» (1975) воспроизвёл жизнь и проблемы Северной Австралии. К числу других его произведений относятся сборник рассказов «Больше, чем жизнь» (1963), автобиография «Буян» (1963). Его произведения переведены на многие языки мира, в том числе на русский.